# Nadine Apetz
Nadine Apetz (ur. 3 stycznia 1986 w Haan) – niemiecka bokserka, olimpijka, dwukrotna brązowa medalistka mistrzostw świata i Europy, złota medalistka mistrzostw Unii Europejskiej. Występowała w kategoriach od 69 do 75 kg.
Na mistrzostwach świata w 2016 roku w Astanie zdobyła brązowy medal w kategorii do 69 kg. W pierwszej rundzie pokonała Meenę Rani z Indii, a w drugiej Węgierkę Timeę Nagy. W ćwierćfinale okazała się lepsza od Amerykanki Naomi Graham. W walce o finał przegrała z Walentiną Chałzową z Kazachstanu 0:3.
W 2018 roku na mistrzostwach Europy w Sofii wywalczyła brązowy medal w kategorii do 69 kg. Po kolejnych zwycięstwach z Białorusinką Aliną Weber i Azerką Maryamą Jabrayilovą przegrała w półfinale z Rosjanką Jarosławą Jakusziną 0:5. Na listopadowych mistrzostwach świata w Nowym Delhi zdobyła brązowy medal. W ćwierćfinale wygrała z Jarosławą Jakusziną 4:0, lecz w półfinale lepsza okazała się Chinka Gu Hong, z którą przegrała 1:4.
W czerwcu następnego roku zdobyła brązowy medal podczas igrzysk europejskich w Mińsku, przegrywając w półfinale z Włoszką Assuntą Canforą.